# Not Gon' Cry
Not Gon' Cry è un brano musicale R&B composto e prodotto da Babyface e interpretato dalla cantante statunitense Mary J. Blige per la colonna sonora del film Donne - Waiting to Exhale, diretto da Forest Whitaker. Il brano è stato pubblicato all'inizio del 1996 come terzo singolo per promuovere la colonna sonora ed ha avuto un grande successo in patria, arrivando al numero 1 della Hot R&B/Hip-Hop Songs e al numero 2 della Billboard Hot 100. Il singolo è stato anche certificato disco di platino, mentre al di fuori degli Stati Uniti non ha riscosso successo. Il brano è stato il primo della cantante a ricevere una nomination ai Grammy nella categoria Best Female R&B Vocal Performance (Miglior Interpretazione Vocale R&B Femminile).

## Video
Wayne Maser e Elisabeth Bailey hanno diretto il videoclip per il singolo, che è costruito su un montaggio che mostre le scene più salienti della storia vissuta da Angela Bassett nel film, alla quale si ispira la canzone. Mary J. Blige appare in due look differenti nel video: nel primo si mostra in "total black", con cappotto di pelle nero, occhiali da sole, velo nero a coprire tutto il capo da cui esce solo la frangetta bionda e rossetto anch'esso nero; nel secondo ha un look decisamente più solare, senza occhiali scuri, con orecchini dorati, rossetto più chiaro e capelli legati in un lungo chignon sopra la testa.

## Ricezione
Il singolo è stato pubblicato come terzo singolo tratto dalla colonna sonora del film dopo Exhale (Shoop Shoop) di Whitney Houston e Sittin' Up in My Room di Brandy, che erano arrivati rispettivamente al numero 1 e al numero 2 della Hot 100 di Billboard. Not Gon' Cry ripete il successo dei precedenti singoli arrivando alla posizione numero 2 proprio come Sittin' Up In My Room, ottenendo anche il disco di platino con oltre 1.000.000 di copie vendute. In questo modo la colonna sonora ottiene 3 singoli nelle prime due posizioni della Hot 100, e grazie al successo dei singoli incrementa le vendite tal punto da arrivare a vendere oltre 7.000.000 di copie nei soli Stati Uniti.
Per Mary J. Blige questo è il primo singolo ad entrare nell top5 Usa, e il secondo a d entrare in top10 dopo Real Love. Nella classifica R&B il singolo è riuscito a fare di meglio, arrivando all posizione numero 1 il 3 febbraio 1996 e rimanendovi per 5 settimane consecutive, per essere sostituito poi da Down Low (Nobody Has To Know) di R. Kelly. Per la colonna sonora questa è la seconda numero 1 nella classifica R&B dopo Exhale (Shoop Shoop), mentre per Blige è la terza dopo You Remind Me e Real Love del 1992.
All'estero il singolo non ha avuto particolare risonanza. In Nuova Zelanda è entrato in classifica il 13 marzo 1996 alla posizione numero 13, per poi raggiungere la posizione 12 due settimane più tardi, ottenendo la posizione più alta mai raggiunta dalla cantante fino a quel momento in classifica. Nel Regno Unito è stato il nono singolo di Blige a entrare in classifica, ma si è fermato al numero 39.

## Classifiche
| Classifica (1996)                           | Posizione |
| ------------------------------------------- | --------- |
| Nuova Zelanda                               | 12        |
| Regno Unito                                 | 39        |
| U.S. Billboard Hot 100                      | 2         |
| U.S. Billboard R&B/Hip-Hop Singles & Tracks | 1         |
| U.S. Billboard Rhythmic Top 40              | 3         |
| U.S. Billboard Hot Dance Music/Maxi Singles | 31        |
| U.S. Billboard Top 40 Mainstream            | 36        |